# Aulnois-en-Perthois
Aulnois-en-Perthois  ist eine französische Gemeinde mit 470 Einwohnern (Stand 1. Januar 2022) im Département Meuse in der Region Grand Est. Sie gehört zum Arrondissement Bar-le-Duc und zum Gemeindeverband Haute Saulx et Perthois-Val d’Ornois.

## Geografie
Die Gemeinde Aulnois-en-Perthois liegt rund 18 Kilometer südlich von Bar-le-Duc auf einer Höhe zwischen 229 und 279 m über dem Meeresspiegel. Im Nordosten reicht die Gemeinde auf wenige hundert Meter an das obere Saulx-Tal heran. Nachbargemeinden von Aulnois-en-Perthois sind Lavincourt im Nordosten, Stainville im Osten, Savonnières-en-Perthois im Süden, Cousances-les-Forges im Westen sowie Rupt-aux-Nonains im Nordwesten.
Am Übergang zwischen den plateauartigen Landschaften Barrois und Perthois gelegen, zeigt das 10,78 km² große Gemeindegebiet von Aulnois-en-Perthois nur geringe Höhenunterschiede. Auffällig sind jedoch einige Restlöcher ehemaliger Kalksteinbrüche. Eines dieser Restlöcher – Mare Abotte – ist mit Wasser gefüllt. 146 Hektar des Gemeindegebietes (13,5 %) sind bewaldet (Bois Robin, Bois de Stainville, La Vermillère, Le Boistier, Bois de Saulx).

## Geschichte
Der Name des Ortes leitet sich vom lateinischen Alnus für Erle ab; als Alnetus wurde der Ort 1402 erstmals erwähnt. Der Namenszusatz en-Perthois kam im späten 18. Jahrhundert hinzu, um den Ort von anderen gleichnamigen Gemeinden unterscheiden zu können. Teile der Dorfkirche Saint-Martin konnten auf das 11. Jahrhundert datiert werden. In der Zeit des Ancien Régime war Aulnois Teil der Baronie von Ancerville, später Teil der Vogtei von Bar-le-Duc und der Diözese Toul. Seit dem Mittelalter wurde um Aulnois Kalkstein gebrochen. Seine Qualität soll dem Portland-Kalkstein nahegekommen sein. Noch zu Beginn des 20. Jahrhunderts arbeiteten viele der über 700 Bewohner des Dorfes in den Kalksteinbrüchen, die nach und nach aufgegeben wurden. Nach dem Niedergang dieser Industrie sank die Einwohnerzahl auf bis zu 331 im Jahr 1975. Südöstlich des Dorfkerns können die drei letzten aufgelassenen Steinbrüche Le Pu Portu, La Chopinotte und La Couleuvre besichtigt werden.
Die Häuser des Dorfes gruppieren sich entlang dreier Straßen, die zu einem nahezu gleichseitigen Dreieck verbunden sind. In Fortsetzung der nördlichen Spitze dieses Dreiecks entstand Mitte des 19. Jahrhunderts mit dem Mairie- und Schulgebäude, einem Brunnen und einer an den Winterfeldzug 1814 erinnernde Löwen-Statue ein neuer Dorfkern, an den sich auch die Kirche und der alte Friedhof anschließt.

## Wappen
Blasonierung: „Schräg geteilt von Grün und Silber mit je einem Erlenzapfen in verwechselten Farben, in der Mitte ein roter Schild mit fünf Zinnen, darauf ein silberner Gänsekopf mit goldenem Schnabel.“
Die Erlenzapfen erinnern an den Namen des Dorfes. Die Schrägteilung symbolisiert die Steinbrüche, in denen einst die Steinblöcke in Scheiben geschnitten wurden. Der Schild in der Mitte stellt mit den Zinnen die wehrhafte Dorfkirche dar, die Gans erinnert an den Kirchenpatron St. Martin.
Das Wappen wurde im Januar 2012 von Robert André Louis erstellt und von der Gemeinde angenommen.

## Bevölkerungsentwicklung
| Jahr      | 1962 | 1968 | 1975 | 1982 | 1990 | 1999 | 2011 | 2021 |
| Einwohner | 401  | 360  | 331  | 376  | 413  | 421  | 505  | 479  |

Im Jahr 1906 wurde mit 739 Bewohnern die bisher höchste Einwohnerzahl ermittelt. Die Zahlen basieren auf den Daten von cassini.ehess und INSEE.

## Sehenswürdigkeiten
- Kirche St. Martin mit romanischen Ursprüngen aus dem 11. Jahrhundert und barocken Altarbildern

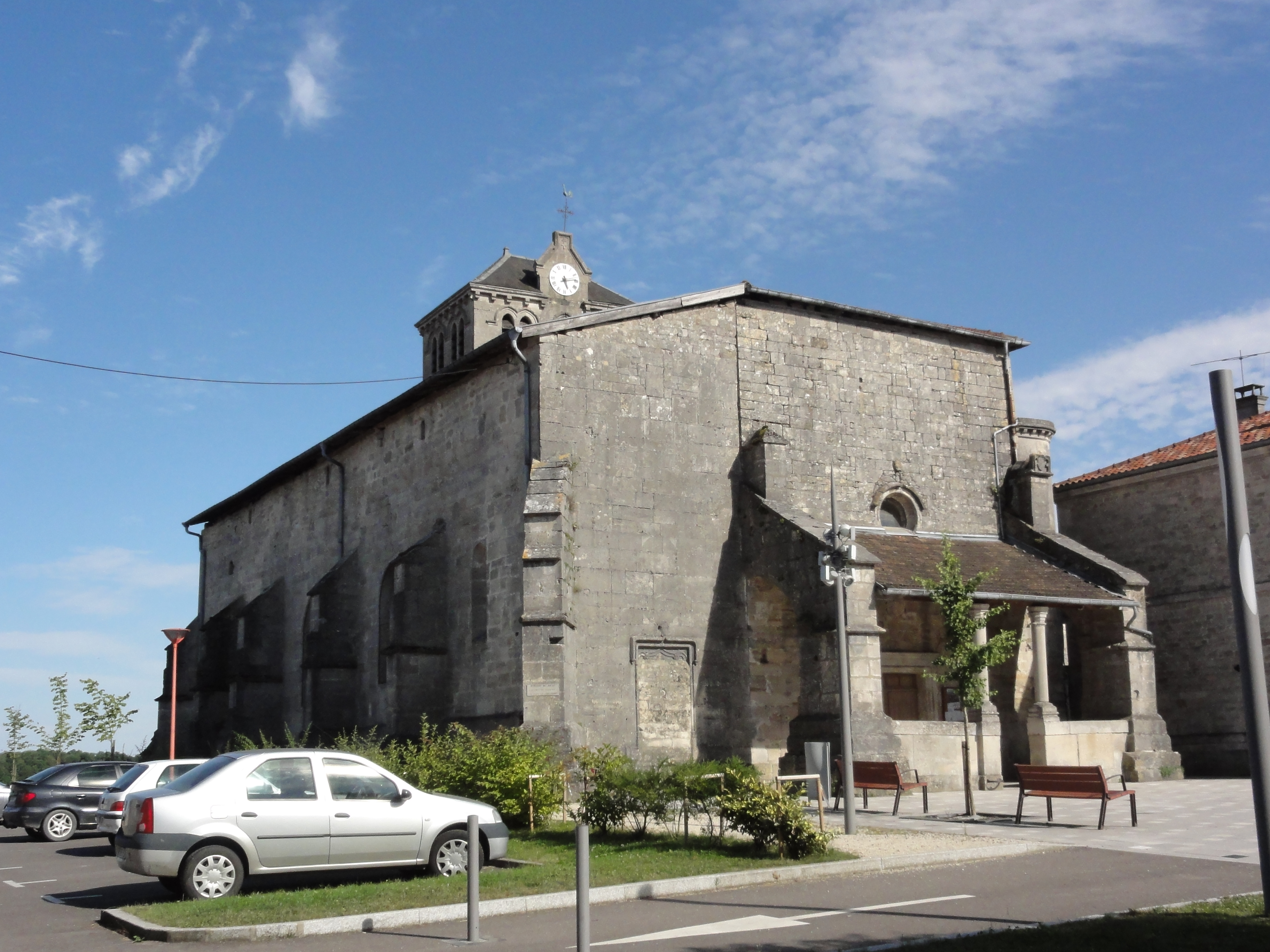
Kirche Saint-Martin

## Wirtschaft und Infrastruktur
Die Landschaft um Aulnois ist wie in weiten Teilen des Perthois und des Barrois von Getreidefeldern geprägt. Daneben spielt die Rinderhaltung eine wichtige Rolle. In Aulnois gibt es neun Landwirtschaftsbetriebe und drei Fortswirtschaftsbetriebe sowie kleine Handels- und Dienstleistungsunternehmen (Lebensmittel, Tabak, Tankstelle). Aulnois-en-Perthois hat einen Kindergarten und ist Grundschulstandort.
Durch das Gemeindegebiet führt die autobahnartig ausgebaute RN 4 (Paris-Straßburg) mit einer Anschlussstelle. Die dort kreuzende D 25 verbindet Aulnois mit Lavincourt im Saulxtal und mit Chevillon an der Marne. Im zwölf Kilometer entfernten Bahnhof der Stadt Saint-Dizier besteht Anschluss an das Eisenbahnnetz.

## Belege
1. ↑  Aulnois-en-Perthois auf codecomsaulxperthois.fr (französisch)
2. ↑  Wappenbeschreibung auf genealogie-lorraine.fr (französisch)
3. ↑  Aulnois-en-Perthois auf cassini.ehess
4. ↑  Aulnois-en-Perthois auf INSEE
5. ↑  Landwirte auf annuaire-mairie.fr